# Allenwiller

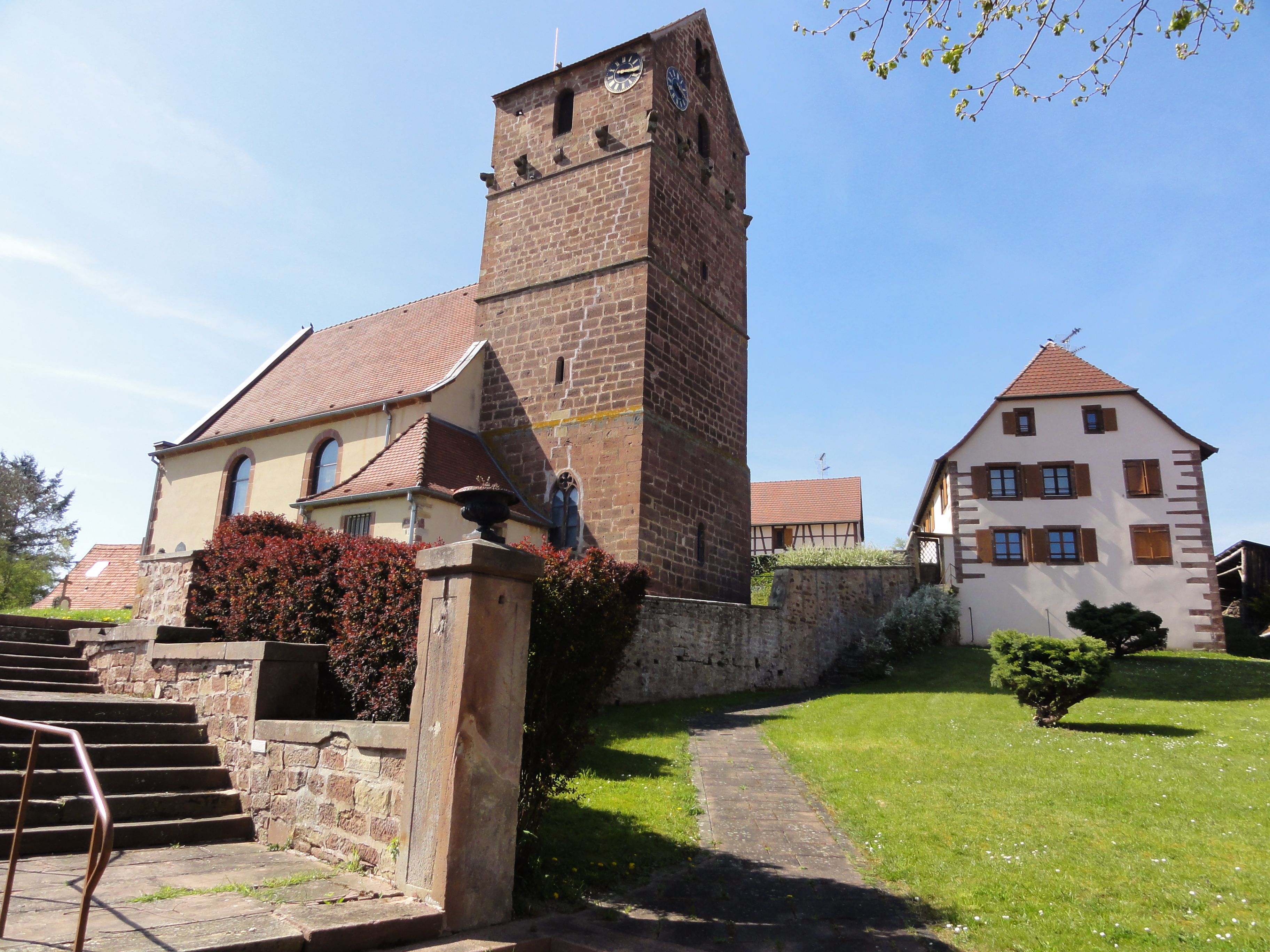
Kirche

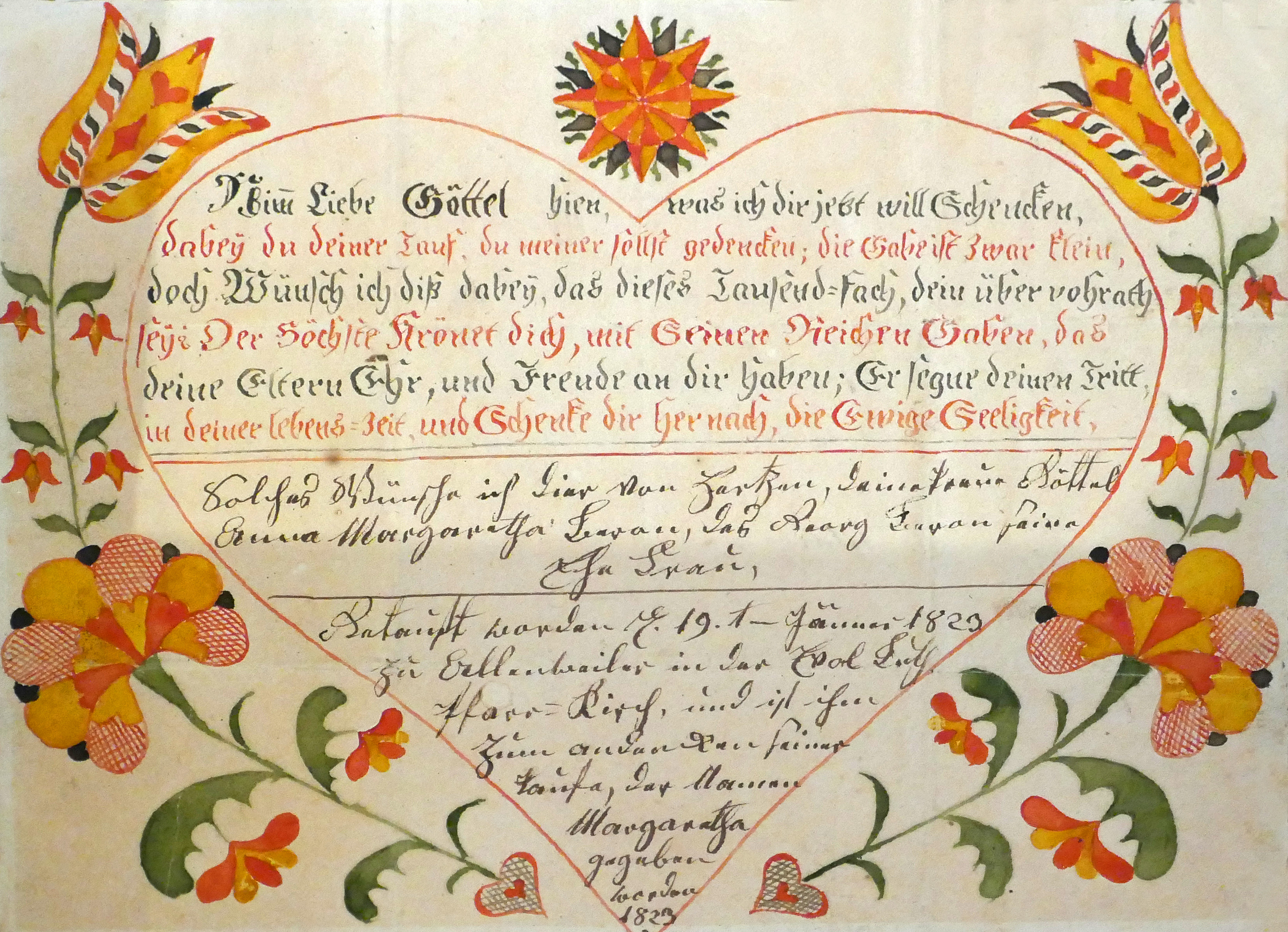
Taufbrief-Allenwiller-1823

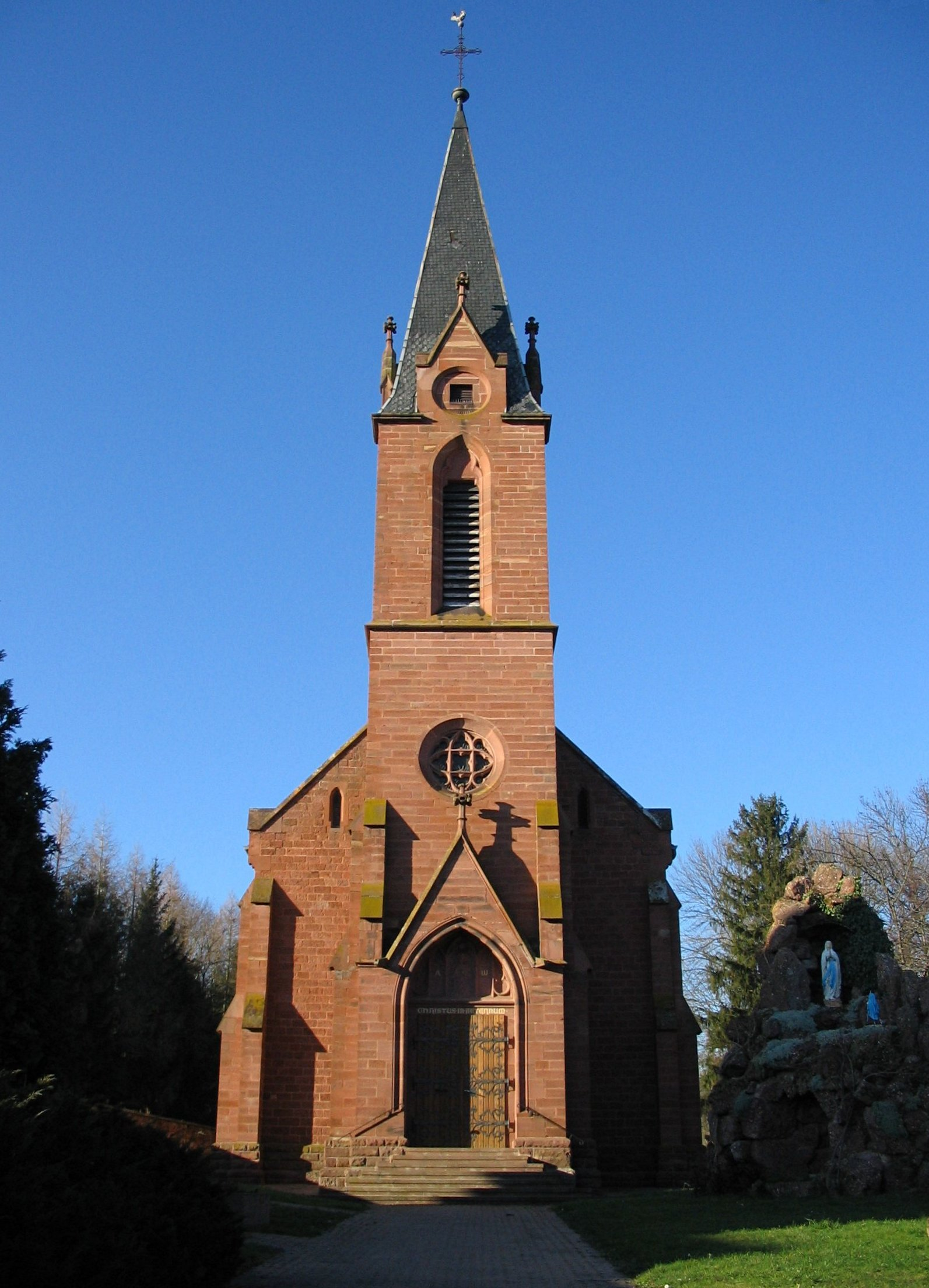
Katholische Kirche St. Michael in Allenwiller

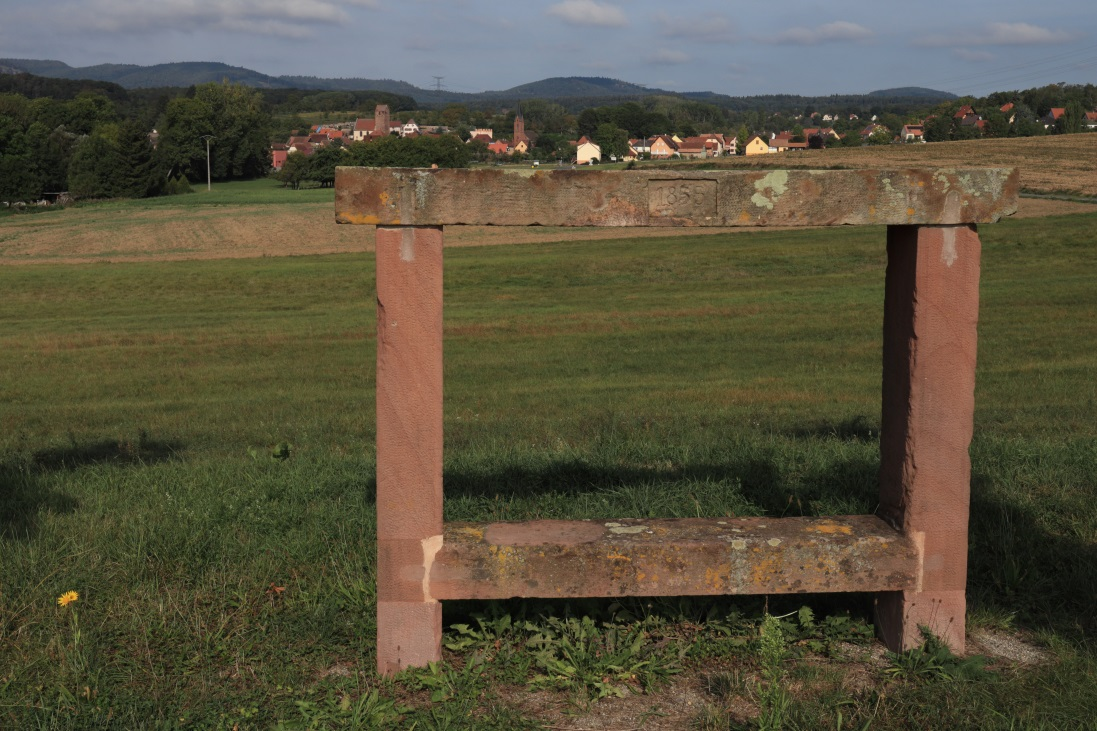
Napoléons Bank

Allenwiller (deutsch Allenweiler) ist eine Commune déléguée in der französischen Gemeinde Sommerau mit 539 Einwohnern (Stand 1. Januar 2021).

## Geografie
Die Nachbargemeinden waren Salenthal und Singrist im Norden, Romanswiller im Südosten und Birkenwald im Westen.

## Bevölkerungsentwicklung
| 1962 | 1968 | 1975 | 1982 | 1990 | 1999 | 2006 | 2012 |
| ---- | ---- | ---- | ---- | ---- | ---- | ---- | ---- |
| 358  | 381  | 378  | 393  | 418  | 453  | 495  | 526  |

## Geschichte
Wappenbeschreibung: In Silber drei rot gemauerte Zinnentürme.

### Mittelalter
Allenweiler gehörte zur Herrschaft Ochsenstein. Es war ein Lehen des Bischofs von Metz. Als die Familie derer von Ochsenstein im Mannesstamm mit Georg von Ochsenstein 1485 ausstarb, gelangte das Erbe über dessen Schwester an die Grafen von Zweibrücken-Bitsch.

### Neuzeit
1570 kam es zu einem weiteren Erbfall, der Allenweiler zur Grafschaft Hanau-Lichtenberg brachte: Graf Jakob von Zweibrücken-Bitsch (* 1510; † 1570) und sein schon 1540 verstorbener Bruder Simon V. Wecker hinterließen nur jeweils eine Tochter als Erbin. Die Tochter des Grafen Jakob, Margarethe (* 1540; † 1569), war mit Philipp V. von Hanau-Lichtenberg (* 1541; † 1599) verheiratet. Zu dem sich aus dieser Konstellation ergebenden Erbe zählte auch die Herrschaft Ochsenstein. In der Verwaltungsstruktur der Grafschaft Hanau-Lichtenberg wurde Allenweiler dem Amt Westhofen zugeschlagen. Philipp V. von Hanau-Lichtenberg führte in den ererbten Gebieten sofort die Reformation durch, die wie sein übriges Herrschaftsgebiet nun lutherisch wurden.
Mit der Reunionspolitik Frankreichs unter König Ludwig XIV. kamen das Amt Westhofen und Allenweiler unter französische Oberhoheit. Nach dem Tod des letzten Hanauer Grafen, Johann Reinhard III., fiel das Erbe – und damit auch Allenweiler – 1736 an den Sohn seiner einzigen Tochter, Charlotte, den Erbprinzen und späteren Landgrafen Ludwig (IX.) von Hessen-Darmstadt. Mit dem durch die Französische Revolution begonnenen Umbruch wurde das Amt Westhofen Bestandteil Frankreichs und in den folgenden Verwaltungsreformen aufgelöst.
1641 lebte in Allenwiller keine Seele mehr: Der Dreißigjährige Krieg, Armut, Hungersnot und Pest hatten das Dorf ausgerottet. Die Wiederbesiedlung erfolgte durch Familien aus der Schweiz, Tirol, Vorarlberg und der Normandie. Im Pfarrbuch Hanau-Lichtenberg steht eine Abrechnung aus dem Jahr 1641 für die der Herrschaft zustehenden Abgaben. Es listet die verschiedenen Positionen auf und hinter jeder Position steht das Wort nil für nichts. Es endet mit dem Punkt "Wagenfrohnden": nichts (keine). Die Erklärung findet sich im Hinweis: "es ist keine lebendige Seele mehr in Allenwiller". Das Dorf musste neu besiedelt werden. Familien kamen aus der Schweiz: die Clauss, die Mullers, die Zimmermanns kamen aus dem Berner Oberland, die Gass und die Steiners aus Basel. Diese Familien verließen ihr Land, weil die wirtschaftliche Lage dort nicht gut war und ein Bauernaufstand gerade hart niedergeschlagen worden war. Andere Familien kamen aus Tirol oder Vorarlberg sowie aus der Normandie. Gabriel du Terrier brachte Familien aus seiner Heimatprovinz Normandie mit. Die französischen Namen wurden einigen Modifikationen unterzogen. Bastien = Bastian, Messance = Messang, Rollin = Rolling, La Vitte = Virra = Wetha = Wetta. 1687 war Pierre Vitta Verwalter des Schlosses Birkenwald.
Die Bänke Napoleons tragen die Jahreszahlen 1811 (das Geburtsdatum des Königs von Rom, Sohn Napoleons I.), 1854, 1855 und 1856. Die Bank "Eugénie" wurde nach Kaiserin Eugenie, Ehefrau von Napoleon III, benannt. Diese Bänke sollten den Vormarsch auf dem Land erleichtern. Alle zwei Kilometer aufgestellt, waren es 448 im Bas-Rhin. Aufgrund von Straßenverbreiterung verschwanden sie nach und nach. Am Mittwoch, den 3. November 2010, wurden einige gestohlen.
Durch ein Dekret vom 8. Dezember 2015 wurde die Gemeinde Allenwiller per 1. Januar 2016 mit Birkenwald, Salenthal und Singrist zur Commune nouvelle Sommerau in der ebenso neuen Region Grand Est zusammengelegt. Die Gemeinde Allenwiller gehörte zum Kanton Saverne im Département Bas-Rhin im Elsass. Sie war Mitglied der Communauté de communes de la Sommerau.

## Kirchen

### Protestanten
„Keyser Schulteis 1739“, dieser Text über der Tür, gibt Auskunft über das Baujahr des heutigen Langhauses. Bestimmte Steine und andere Spuren des alten Turms belegen die Existenz älterer Kirchenschiffe, zweifellos eines romanischen, gefolgt von einem gotischen. Der romanische Glockenturm wurde um 1220–1250 erbaut. Er hat drei Stockwerke, von denen das letzte mit Konsolen versehen ist. Hier war ein Aufzugsvorrichtung zu Verteidigungszwecken installiert. Das Erdgeschoss dient als Chor. Ein Tabernakel ist mit 1473 datiert. Er ähnelt auf seltsame Weise dem Wandtabernakel in der Sakristei von Salenthal aus dem Jahr 1465. 
Katholiken und Protestanten hatten 219 Jahre lang die gleiche Kirche benutzt (Simultankirche).

### Katholiken
Die katholische Kirche ist im neugotischen Stil mit Sandstein aus den Vogesen, aus einem lokalen Steinbruch, erbaut. Die Grundsteinlegung erfolgte am 29. September 1905 und die Einweihung der Kirche am 29. September 1906.

## Sehenswürdigkeiten
- Lutherische Kirche von 1739 mit markantem Turm aus dem 12./13. Jahrhundert
- Katholische Kirche Saint-Michel
- Kirchenhof aus dem 19. Jahrhundert
- Bänke Napoleons

## Wirtschaft
Wichtige Erwerbszweige sind das Kleingewerbe und die Landwirtschaft.